# 야로초등학교 월광분교
야로초등학교 월광분교는 경상남도 합천군 야로면 가야산로 728 (월광리)에 있었던 분교이다.

## 연혁
- 1948년 9월 1일 야로국민학교 월광분교장 개설
- 1949년 9월 1일 월광국민학교 분리
- 1996년 3월 1일 월광초등학교로 개칭
- 1999년 3월 1일 야로초등학교 월광분교장 격하
- 1999년 9월 1일 폐교